# جزيرة بوغوسلوف
جزيرة بوغوسلوف أو جزيرة أغاساجوك (بالأليوتية: Aĝasaaĝux̂ ) هي قمة بركان طبقي تحت سطح البحر على الحافة الجنوبية لبحر بيرينغ، 35 ميلاً (56 كم) شمال غرب جزيرة أونالاسكا من سلسلة جزر ألوتيان. تبلغ مساحتها 319.3 فدان (1.292 كم 2) وهي غير مأهولة بالسكان. يبلغ ارتفاع ذروة الجزيرة 490 قدمًا (150 مترًا). يبلغ طولها 1040 مترًا (3410 قدمًا) وعرضها 1512 مترًا (4961 قدمًا). يرتفع البركان الطبقي حوالي 6000 قدم (1800 متر) من قاع البحر، لكن القمة هي الجزء الوحيد الذي يعلو فوق مستوى سطح البحر. يُعتقد أن الجزيرة جديدة نسبيًا، حيث كان البركان تحت مستوى سطح البحر تمامًا قبل عام 1796، وتشكلت معظم الجزيرة الحالية التي تبلغ مساحتها 300 فدان بسبب الانفجارات البركانية منذ عام 1900.